# Wolborough
Wolborough är en ort i civil parish Newton Abbot, i distriktet Teignbridge, i grevskapet Devon, i England. Wolborough var en civil parish fram till 1974 när blev den en del av Newton Abbot. Civil parish hade 8 517 invånare år 1951. Byn nämndes i Domedagsboken (Domesday Book) år 1086, och kallades då Ulveberie/Olveberia.